# Cardonal, Veracruz
Cardonal är en ort i Mexiko.   Den ligger i kommunen Tantoyuca och delstaten Veracruz, i den sydöstra delen av landet, 240 km norr om huvudstaden Mexico City. Cardonal ligger 150 meter över havet och antalet invånare är 199.
Terrängen runt Cardonal är platt. Runt Cardonal är det ganska tätbefolkat, med 72 invånare per kvadratkilometer. Närmaste större samhälle är Tantoyuca, 6,8 km sydväst om Cardonal. Trakten runt Cardonal består till största delen av jordbruksmark.